# Kamal Issah
Kamal Issah Sissoko (Kumasi, 30 agosto 1992) è un calciatore ghanese, centrocampista del Real Kashmir.

## Carriera

### Club
Issah ha cominciato la carriera con la maglia del Rennes: il giocatore, proveniente dai Liberty Professionals, ha firmato un accordo triennale con la compagine francese. Il ghanese è stato aggregato alla squadra riserve del club, militante nello Championnat de France amateur. Ha esordito in squadra l'11 settembre, schierato titolare nella sconfitta per 2-0 maturata sul campo del Romorantin. Il 12 dicembre successivo ha trovato la prima rete, nel pareggio per 1-1 in casa del St-Pryvé St-Hilarie.
Il 24 aprile 2011 si è accomodato per la prima volta in panchina con la prima squadra, in una partita valida per la Ligue 1: in occasione della 32ª giornata di campionato, ha assistito alla sconfitta per 1-0 contro il Monaco, senza essere impiegato.
Il 29 agosto 2012, i danesi del Nordsjælland hanno reso noto d'aver ingaggiato Issah, che si è legato al nuovo club con un contratto triennale. Il 19 ottobre successivo ha effettuato il proprio debutto in Superligaen, subentrando a Lasse Petry nel successo per 3-0 sul Silkeborg. Il 5 dicembre 2012 ha giocato la prima gara nelle competizioni europee per club: è stato schierato in campo in sostituzione di Mario Tičinović nella sconfitta per 6-1 contro il Chelsea. È rimasto in squadra per circa due anni e mezzo, totalizzando 8 presenze tra tutte le competizioni.
Il 1º dicembre 2014 è stato reso noto il passaggio di Issah ai norvegesi dello Stabæk, valido a partire dal 1º gennaio 2015: il giocatore ha firmato un contratto triennale. Il 6 aprile ha esordito in Eliteserien, schierato titolare nel pareggio casalingo per 1-1 contro l'Haugesund. Il 26 aprile ha trovato la prima rete nella massima divisione locale, nel successo per 0-2 sul campo del Lillestrøm. Lo Stabæk ha chiuso l'annata al 3º posto, qualificandosi per l'Europa League 2016-2017.
Il 18 agosto 2016, Issah è passato ai turchi del Gençlerbirliği. Il 10 settembre ha debuttato in squadra, schierato titolare nel pareggio per 0-0 contro l'Alanyaspor. Il 28 maggio 2017 ha trovato la prima rete, contribuendo alla vittoria per 1-2 in casa del Bursaspor.
Il 20 gennaio 2020 è passato all'İstanbulspor.

## Statistiche

### Presenze e reti nei club
Statistiche aggiornate al 21 marzo 2021.
| Stagione              | Club                  | Campionato            | Campionato | Campionato | Coppe nazionali | Coppe nazionali | Coppe nazionali | Coppe continentali | Coppe continentali | Coppe continentali | Supercoppe | Supercoppe | Supercoppe | Totale | Totale |
| Stagione              | Club                  | Comp                  | Pres       | Reti       | Comp            | Pres            | Reti            | Comp               | Pres               | Reti               | Comp       | Pres       | Reti       | Pres   | Reti   |
| --------------------- | --------------------- | --------------------- | ---------- | ---------- | --------------- | --------------- | --------------- | ------------------ | ------------------ | ------------------ | ---------- | ---------- | ---------- | ------ | ------ |
| 2010-2011             | Rennes 2              | CFA                   | 20         | 2          | -               | -               | -               | -                  | -                  | -                  | -          | -          | -          | 20     | 2      |
| 2010-2011             | Rennes                | L1                    | 0          | 0          | CF+CdL          | 0               | 0               | -                  | -                  | -                  | -          | -          | -          | 0      | 0      |
| 2011-2012             | Rennes                | L1                    | 0          | 0          | CF+CdL          | 0               | 0               | -                  | -                  | -                  | -          | -          | -          | 0      | 0      |
| Totale Rennes         | Totale Rennes         | Totale Rennes         | 0          | 0          |                 | 0               | 0               |                    | -                  | -                  |            | -          | -          | 0      | 0      |
| 2012-2013             | Nordsjælland          | SL                    | 3          | 0          | CD              | 2               | 0               | UCL                | 1                  | 0                  | -          | -          | -          | 6      | 0      |
| 2013-2014             | Nordsjælland          | SL                    | 2          | 0          | CD              | 0               | 0               | -                  | -                  | -                  | -          | -          | -          | 2      | 0      |
| lug.-dic. 2014        | Nordsjælland          | SL                    | 0          | 0          | CD              | 0               | 0               | -                  | -                  | -                  | -          | -          | -          | 0      | 0      |
| Totale Nordsjælland   | Totale Nordsjælland   | Totale Nordsjælland   | 5          | 0          |                 | 2               | 0               |                    | 1                  | 0                  |            | -          | -          | 8      | 0      |
| 2015                  | Stabæk                | ES                    | 26         | 3          | CN              | 5               | 2               | -                  | -                  | -                  | -          | -          | -          | 31     | 5      |
| gen.-ago. 2016        | Stabæk                | ES                    | 17         | 1          | CN              | 4               | 1               | UEL                | 2                  | 0                  | -          | -          | -          | 23     | 2      |
| Totale Stabæk         | Totale Stabæk         | Totale Stabæk         | 43         | 4          |                 | 9               | 3               |                    | 2                  | 0                  |            | -          | -          | 54     | 7      |
| 2016-2017             | Gençlerbirliği        | SL                    | 21         | 1          | CT              | 5               | 0               | -                  | -                  | -                  | -          | -          | -          | 26     | 1      |
| 2017-2018             | Gençlerbirliği        | SL                    | 19         | 0          | CT              | 5               | 0               | -                  | -                  | -                  | -          | -          | -          | 24     | 0      |
| Totale Gençlerbirliği | Totale Gençlerbirliği | Totale Gençlerbirliği | 40         | 1          |                 | 10              | 0               |                    | -                  | -                  |            | -          | -          | 50     | 1      |
| 2018-2019             | Eskişehirspor         | 1L                    | 14         | 1          | CT              | 0               | 0               | -                  | -                  | -                  | -          | -          | -          | 14     | 1      |
| 2019-gen. 2020        | Eskişehirspor         | SL                    | 16         | 0          | CT              | 1               | 0               | -                  | -                  | -                  | -          | -          | -          | 17     | 0      |
| Totale Gençlerbirliği | Totale Gençlerbirliği | Totale Gençlerbirliği | 30         | 1          |                 | 1               | 0               |                    | -                  | -                  |            | -          | -          | 31     | 1      |
| gen.-giu. 2020        | İstanbulspor          | 1L                    | 14         | 2          | CT              | -               | -               | -                  | -                  | -                  | -          | -          | -          | 14     | 2      |
| 2020-gen. 2021        | İstanbulspor          | 1L                    | 10         | 2          | CT              | 1               | 0               | -                  | -                  | -                  | -          | -          | -          | 11     | 2      |
| Totale İstanbulspor   | Totale İstanbulspor   | Totale İstanbulspor   | 24         | 4          |                 | 1               | 0               |                    | -                  | -                  |            | -          | -          | 25     | 4      |
| gen.-giu. 2021        | Keçiörengücü          | 1L                    | 8          | 0          | CT              | -               | -               | -                  | -                  | -                  | -          | -          | -          | 8      | 0      |
| Totale                | Totale                | Totale                | 170        | 11         |                 | 23              | 3               |                    | 3                  | 0                  |            | -          | -          | 196    | 14     |